# Sphaerosyllis opisthoculata
Sphaerosyllis opisthoculata är en ringmaskart som beskrevs av Hartmann-Schröder 1979. Sphaerosyllis opisthoculata ingår i släktet Sphaerosyllis och familjen Syllidae. Inga underarter finns listade i Catalogue of Life.